# Stoczki (Brody)
Stoczki – przysiółek wsi Brody w Polsce, położony w województwie świętokrzyskim, w powiecie starachowickim, w  gminie Brody.
W latach 1975–1998 przysiółek administracyjnie należał do województwa kieleckiego.
Wierni Kościoła rzymskokatolickiego należą do parafii Wniebowzięcia Najświętszej Maryi Panny w Krynkach.